# Infineon Technologies
Infineon est un groupe de semi-conducteurs, spin-off de Siemens AG, créé en 1999 et introduit en Bourse début 2000. C'est le leader mondial du marché des composants pour cartes à puce. 
Infineon figure parmi les plus grands fabricants de puces électroniques. En 2005, il est numéro 6, derrière l'américain Intel, le coréen Samsung, l'américain Texas Instruments et son rival européen STMicroelectronics. 
Ses principaux concurrents sont Atmel, Samsung, STMicroelectronics, Renesas et NXP. En 2006 naquit Qimonda, nouvelle société spécialisée dans la production de DRAM, mais qui fut par la suite en faillite en 2009.

## Histoire
Le 30 août 2010 sa division Wireless a été rachetée par Intel pour 1,6 milliard de dollars.
En août 2014, Infineon acquiert l'entreprise américaine International Rectifier pour 3 milliards de dollars.
En juin 2019, Infineon annonce l'acquisition de Cypress Semiconductor pour 10 milliards de dollars.
En avril 2025, Infineon annonce l'acquisition des activités ethernet dédiés à l'automobile de Marvell pour 2,5 milliards de dollars

## Principaux actionnaires
Au 31 janvier 2020:
| Norges Bank Investment Management                | 4,86% |
| Allianz Global Investors                         | 4,82% |
| Dodge & Cox                                      | 4,51% |
| DWS Investment                                   | 3,70% |
| Templeton Global Advisors                        | 3,69% |
| The Vanguard Group                               | 2,86% |
| FIL Investment Advisors                          | 2,01% |
| Capital Research & Management. (World Investors) | 1,92% |
| Harding Loevner                                  | 1,79% |
| DWS Investments                                  | 1,67% |